# 盖默斯海姆县
盖默斯海姆县（Landkreis Germersheim）是德国莱茵兰-普法尔茨州的一个县，首府盖默斯海姆。

## 地理
格默斯海姆县北面与莱茵-普法尔茨县，西面与巴登-符腾堡州的卡尔斯鲁厄县和卡尔斯鲁厄市，南面与拉施塔特县（巴登-符腾堡州）和法国下莱茵省，西面与南魏恩施特拉瑟县相邻。